# 兰斯区
兰斯区是法国马恩省所辖的一个区。总面积1702平方公里，总人口310289，人口密度182人/平方公里（1999年）。主要城镇为兰斯。

## 辖区
兰斯区辖有17个县,共有175个市镇。